# クレイジーボーイズ (映画)
『クレイジーボーイズ』は、イカンガー岩崎が発表した自伝小説『塀の中の懲りない少年たち』を原作とした1988年公開の日本映画である。

## キャスト
- 岩木保（フケのガン）：加藤昌也
- 中里明（ギンジ）：坂上忍
- 高原裕二（ラッキー）：長江健次
- 金子正之（オヤジ）：山崎直樹
- 山本隆（タカシ）：曽川修二
- 畑中新（キレタ君）：山口祥行
- トシ：佐野大輔
- 秀：水島新太郎
- 三島誠：小沢仁志
- 金子信子（大内の愛人）：堀江しのぶ
- 原田加奈子：山本理沙
- 看護婦：片桐はいり
- 電車のOL：山村美智子
- 新婚カップル：ダンプ松本
- 新婚カップル：佐藤忠志
- 矢部勝政：西川のりお
- タカシの父：常田富士男
- ラーメン屋の親爺：安部譲二
- 大内龍：石橋蓮司
- 少年院の教官：竹中直人

## スタッフ
- 企画：奥山和由
- プロデューサー：鍋島壽夫、中島芳人
- 監督：関本郁夫
- 助監督：月野木隆
- 脚本：関本郁夫、松本功
- 原作：イカンガー岩崎、根岸康雄
- 撮影：長沼六男
- 音楽：松下誠
- 美術：小林正義
- 録音：北村峰晴
- 照明：渡辺康
- 編集：奥原好幸
- 製作担当：江島進
- 配給：松竹富士